# Puerto Ruiz
Puerto Ruiz is een plaats in het Argentijnse bestuurlijke gebied Gualeguay in de provincie Entre Ríos. De plaats telt 362 inwoners (2001).